# Казновиће
Казновиће је насеље у општини Рашка у Рашком округу. Према попису из 2022. било је 378 становника. У самом селу постоје темељи цркве, док се у његовом засеоку Кончулу налази манастир Никољача (Кончул).

## Демографија
У насељу Казновиће живи 436 пунолетних становника, а просечна старост становништва износи 43,5 година (41,8 код мушкараца и 45,3 код жена). У насељу има 183 домаћинства, а просечан број чланова по домаћинству је 2,88.
Ово насеље је великим делом насељено Србима (према попису из 2002. године), а у последња три пописа, примећен је пад у броју становника.
|  |

| Демографија | Демографија | Демографија |
| Година      | Становника  | Становника  |
| ----------- | ----------- | ----------- |
| 1948.       | 682         |             |
| 1953.       | 747         |             |
| 1961.       | 774         |             |
| 1971.       | 686         |             |
| 1981.       | 597         |             |
| 1991.       | 580         | 578         |
| 2002.       | 527         | 528         |

| Етнички састав према попису из 2002.‍ | Етнички састав према попису из 2002.‍ | Етнички састав према попису из 2002.‍ | Етнички састав према попису из 2002.‍ | Етнички састав према попису из 2002.‍ |
| ------------------------------------ | ------------------------------------ | ------------------------------------ | ------------------------------------ | ------------------------------------ |
|                                      |                                      |                                      |                                      |                                      |
| Срби                                 | Срби                                 |                                      | 525                                  | 99,62%                               |
| Југословени                          | Југословени                          |                                      | 1                                    | 0,18%                                |
| непознато                            | непознато                            |                                      | 1                                    | 0,18%                                |

| Година пописа     | 1948. | 1953. | 1961. | 1971. | 1981. | 1991. | 2002. |
| ----------------- | ----- | ----- | ----- | ----- | ----- | ----- | ----- |
| Број домаћинстава | 119   | 121   | 142   | 157   | 169   | 188   | 183   |

| Број чланова      | 1  | 2  | 3  | 4  | 5  | 6  | 7 | 8 | 9 | 10 и више | Просек |
| ----------------- | -- | -- | -- | -- | -- | -- | - | - | - | --------- | ------ |
| Број домаћинстава | 39 | 54 | 29 | 31 | 16 | 10 | 3 | 1 | 0 | 0         | 2,88   |

| Пол    | Укупно | Неожењен/Неудата | Ожењен/Удата | Удовац/Удовица | Разведен/Разведена | Непознато |
| ------ | ------ | ---------------- | ------------ | -------------- | ------------------ | --------- |
| Мушки  | 228    | 63               | 146          | 15             | 2                  | 2         |
| Женски | 227    | 32               | 148          | 44             | 2                  | 1         |
| УКУПНО | 455    | 95               | 294          | 59             | 4                  | 3         |

| Пол    | Укупно                    | Пољопривреда, лов и шумарство | Рибарство                            | Вађење руде и камена | Прерађивачка индустрија       |
| ------ | ------------------------- | ----------------------------- | ------------------------------------ | -------------------- | ----------------------------- |
| Мушки  | 94                        | 9                             | 0                                    | 15                   | 23                            |
| Женски | 40                        | 2                             | 0                                    | 2                    | 10                            |
| УКУПНО | 134                       | 11                            | 0                                    | 17                   | 33                            |
| Пол    | Производња и снабдевање   | Грађевинарство                | Трговина                             | Хотели и ресторани   | Саобраћај, складиштење и везе |
| Мушки  | 1                         | 9                             | 5                                    | 0                    | 15                            |
| Женски | 0                         | 0                             | 5                                    | 1                    | 2                             |
| УКУПНО | 1                         | 9                             | 10                                   | 1                    | 17                            |
| Пол    | Финансијско посредовање   | Некретнине                    | Државна управа и одбрана             | Образовање           | Здравствени и социјални рад   |
| Мушки  | 0                         | 9                             | 7                                    | 1                    | 0                             |
| Женски | 0                         | 6                             | 1                                    | 2                    | 7                             |
| УКУПНО | 0                         | 15                            | 8                                    | 3                    | 7                             |
| Пол    | Остале услужне активности | Приватна домаћинства          | Екстериторијалне организације и тела | Непознато            | Непознато                     |
| Мушки  | 0                         | 0                             | 0                                    | 0                    | 0                             |
| Женски | 1                         | 0                             | 0                                    | 1                    | 1                             |
| УКУПНО | 1                         | 0                             | 0                                    | 1                    | 1                             |